# Licencja stanowiskowa
Licencja stanowiskowa (ang. per seat license) – licencja na oprogramowanie oparta na liczbie użytkowników mających dostęp do oprogramowania. Przykładowo, licencja na 100 użytkowników oznacza, że do 100 imiennie wymienionych osób może używać zakupione oprogramowanie. Administracja licencjami odbywa się przez specjalne zabezpieczenie katalogu zawierającego oprogramowanie.